# Sint-Laurentiuskerk (Steenkerke)
De Sint-Laurentiuskerk is de parochiekerk van de tot de West-Vlaamse gemeente Veurne behorende plaats Steenkerke, gelegen aan de Steenkerkestraat.

## Geschiedenis
De parochie ontstond in 1093 en was afhankelijk van de Abdij van Sint-Bertinus te Sint-Omaars. De huidige kerk heeft een romaanse toren uit de 12e eeuw. In de 15e en 16e eeuw vonden verbouwingen plaats, maar in 1583 werd de kerk door de Geuzen verwoest, waarbij de toren bleef gespaard. Het herstel duurde tot 1612. Latere oorlogshandelingen brachten nieuwe schade aan, en ook de Franse Revolutie leidde tot schade. In 1798 werd de toren hersteld.

## Gebouw
Het betreft een driebeukige hallenkerk in gele baksteen, met ingebouwde, deels romaanse westtoren, uitgevoerd in kalksteen. Het koor heeft een driezijdige sluiting. De kerk is in laatgotische stijl uit de 16e eeuw.

## Interieur
Van de Vlaamse School is een 17e-eeuws schilderij voorstellende de Marteling van de Heilige Laurentius. Uit dezelfde eeuw een Opdracht van Maria in de tempel, een Kroning van Maria en een Aanbidding der herders. Uit de 18e eeuw: Geboorte van Jezus met de Heilige Nikolaas van Myra en een heilige abt.
De kerk bevat grafmonumenten uit de 14e tot en met de 18e eeuw. Verder is er een orgel van 1851, gebouwd door de firma Loncke.